# Ki-Jana Hoever
Ki-Jana Delano Hoever (* 18. ledna 2002 Amsterdam) je nizozemský profesionální fotbalista, hrající na pozici pravého obránce za anglický klub Stoke City FC, kde je na hostování z Wolverhamptonu Wanderers.

## Klubová kariéra

### Liverpool

#### Mládež
Hoever, který zvládl odehrát zápasy nejen na pozici stopera, ale i pravého obránce, přestoupil z nizozemského Ajaxu do Liverpoolu v srpnu 2018, ale na mezinárodní povolení si musel počkat do září téhož roku. Mezi další údajné zájemce o služby nizozemského obránce patřil Manchester City, Manchester United či londýnská Chelsea. Hoever se poprvé objevil v týmu Liverpoolu do 18 let při vítězství 4:1 proti Newcastlu 15. září. Poté nastoupil do domácího zápasu Juniorské ligy UEFA proti Paris Saint-Germain 18. září 2018, které Liverpool vyhrál 5:2. Později odehrál celých 90 minut při vítězství 5:0 nad Neapolem, které posunulo Liverpool do vyřazovací fáze tohoto turnaje.
V listopadu 2018 Hoever debutoval v týmu do 23 let, a to na pozici pravého záložníka v utkání proti Evertonu v Goodison Parku, které Liverpool vyhrál. Hoever za liverpoolskou juniorku odehrál většinu zápasů na pozici pravého obránce. Za své výkony získal nespočet pochval, například za jeho výkon při výhře 4:1 proti úřadujícímu šampiónu Premier League 2 Arsenalu.

#### A-tým
V prosinci 2018 začal Hoever trénovat s A-týmem. Hoever dostal číslo 51. Dne 7. ledna zahájil zápas FA Cupu proti Wolverhamptonu Wanderers na stadionu Molineux na lavičce, ale v úvodních minutách vystřídal zraněného Dejana Lovrena. Hoever se tak stal nejmladším hráčem klubu v FA Cupu a třetím nejmladším ve všech soutěžích.
Dne 31. července 2019 podepsal s klubem dlouhodobou profesionální smlouvu.
Svůj první profesionální gól vstřelil 25. září 2019 v zápase EFL Cupu proti Milton Keynes Dons. Po skórování se Hoever ve věku 17 let, 8 měsíců a 10 dní stal čtvrtým nejmladším hráčem Liverpoolu, kterému se podařilo vstřelit branku (po Benovi Woodburnovi, Michaelovi Owenovi a Jordanovi Rossiterovi).

### Wolverhampton Wanderers
Dne 19. září 2020 přestoupil Hoever do Wolverhamptonu Wanderers; Wolves zaplatili okolo 9 milionů £. Hoever debutoval v Premier League 27. září 2020, když v 73. minutě utkání proti West Hamu vystřídal Nélsona Semeda.

## Reprezentační kariéra
Hoever se narodil v Nizozemsku a je surinamského původu. Zúčastnil se Mistrovství Evropy do 17 let v Irsku v roce 2019, které Nizozemsko vyhrálo. Hoever byl součástí základní sestavy ve finále, ve kterém Holanďané porazili Itálii 4:2; v zápase asistoval u druhého gólu svého mužstva.

## Statistiky

### Klubové
K zápasu odehranému 15. prosince 2021
| Klub          | Sezóna  | Liga           | Liga   | Liga | FA Cup | FA Cup | EFL Cup | EFL Cup | Evropské poháry | Evropské poháry | Celkem | Celkem |
| Klub          | Sezóna  | Liga           | Zápasy | Góly | Zápasy | Góly   | Zápasy  | Góly    | Zápasy          | Góly            | Zápasy | Góly   |
| ------------- | ------- | -------------- | ------ | ---- | ------ | ------ | ------- | ------- | --------------- | --------------- | ------ | ------ |
| Liverpool     | 2018/19 | Premier League | 0      | 0    | 1      | 0      | 0       | 0       | 0               | 0               | 1      | 0      |
| Liverpool     | 2019/20 | Premier League | 0      | 0    | 1      | 0      | 2       | 1       | 0               | 0               | 3      | 1      |
| Liverpool     | Celkem  | Celkem         | 0      | 0    | 2      | 0      | 2       | 1       | 0               | 0               | 4      | 1      |
| Wolverhampton | 2020/21 | Premier League | 12     | 0    | 3      | 0      | 0       | 0       | –               | –               | 15     | 0      |
| Wolverhampton | 2021/22 | Premier League | 5      | 0    | 0      | 0      | 2       | 0       | –               | –               | 7      | 0      |
| Wolverhampton | Celkem  | Celkem         | 17     | 0    | 3      | 0      | 2       | 0       | –               | –               | 22     | 0      |
| Celkem        | Celkem  | Celkem         | 17     | 0    | 5      | 0      | 4       | 1       | 0               | 0               | 26     | 1      |

## Ocenění
Liverpool
- Superpohár UEFA: 2019[16]
- Mistrovství světa klubů: 2019[17]

Nizozemsko U17
- Mistrovství Evropy do 17 let: 2019[18]

Individuální
- Jedenáctka turnaje Mistrovství Evropy do 17 let: 2019[18][19]

## Osobní život
Hoever se narodil v Amsterdamu, Nizozemsko a je surinamského původu. Jeho otec, bývalý hráč amerického fotbalu, jej pojmenoval po bývalém hráči NFL Ki-Jana Carterovi.